# Mayar Zokaei
Mayar Zokaei (nacido el 31 de julio de 1979) es un periodista iraní-americano que actualmente desempeña sus funciones en un medio de comunicación. También es redactor de deportes. Zokaei periódicamente contribuye al diario Los Angeles Times y a Los Angeles Daily News.
Zokaei es el hijo del magnate de la publicación y periodista estadounidense Mehdi Zokaei, judío persa, editor y redactor jefe de JAVANAN Magazine, la revista persa bilingüe más importante del mundo. 

## Biografía
Criado en Los Ángeles, Zokaei se graduó en la Universidad de California, en Los Ángeles, en dónde recibió una licenciatura en sociología. Mientras estaba en la universidad, Zokaei trabajó como reportero deportivo y columnista del Daily Bruin. Durante su segundo año en la universidad, Zokaei fue contratado como reportero independiente para la sección deportiva del diario Los Angeles Daily News, antes de ser contratado el año siguiente por LA Times, (el segundo periódico metropolitano más grande de los Estados Unidos en el momento después del New York Times). Al graduarse en la universidad, Zokaei fue contratado como Editor de Deportes Ágata antes de dejar su cargo para doctorarse en Derecho por la Southwestern University School of Law. Zokaei finalmente regresó a L.A. Times como escritor de deportes.
Zokaei también ejerce de asesor de artistas bien conocidos de Warner Music, como Basshunter, Arash, Günther, DJ Aligator y DJ Ali Payami, y la artista y Miss Canadá Nazanin Afshin-Jam de Bodog Records. Gestiona también a Hamed Haddadi, jugador de los Memphis Grizzlies.